# 揚克鎮區 (北達科他州洛根縣)
揚克鎮區（英語：Janke Township）是位於美國北達科他州洛根縣的一個鎮區。

## 地方資料
揚克鎮區的面積為93.65平方千米，當中陸地面積為93.23平方千米，而水域面積為0.42平方千米。根據2020年美國人口普查的數據，當地共有人口25人，而人口密度為每平方千米0.27人。